# Nacarina validus
Nacarina validus là một loài côn trùng trong họ Chrysopidae thuộc bộ Neuroptera. Loài này được Erichson in Schomburgk miêu tả năm 1848.